# إدارة أصول تقنية المعلومات
«إدارة أصول تقنية المعلومات» هي من مجموعة من ممارسات الأعمال والتي تظم الإدارة المالية، وإدارة العقود، وإدارة المخزون لدعم دورة الحياة وإتخاذ القرارات الإستراتيجية لبيئة تقنية المعلومات، وتتمضن الأصول جميع البرامج والاجهزة الموجودة في بيئة الأعمال.
إدارة أصول تقنية المعلومات (وتسمى أيضاً إدارة مخزون تقنية المعلومات) هو جزء مهم من إستراتيجية المؤسسات، وعادة ما ينطوي ذلك على جمع معلومات مفصلة عن مخزونات الأجهزة والبرمجيات التي تستخدم بعد ذلك لإتخاذ القرارات المناسبة بشان شراء الأجهزة والبرامج وغعادة وتوزيعها، وتساعد إدارة مخزون تقنية المعلومات المؤسسات على إدارة أنظمتها بفاعلية اكث وتوفر الوقت والمال عن طريق تجنب شراء الأصول غير الضرورية وتعزيز الاستفادة من الموارد الموجودة، ويؤدي استعمال هذه الممارسات إلى تقليل المخاطر الإضافية والتكاليف ذات الصلة والخاصة بتنفيذ مشاريع البنية التحتية لمحفظة تقنية المعلومات استناداً إلى المعلومات القديمة والغير كاملة أو أقل دقة.

## اقرأ أيضاً
- إدارة أصول البرمجيات